# The Godfather (wrestler)
Charles Wright (Las Vegas, 16 maggio 1961) è un ex wrestler statunitense, meglio conosciuto per aver combattuto nella World Wrestling Federation con i ring name The Godfather, Papa Shango e Kama Mustafa.
Durante il periodo WWF, ha detenuto il WWF Intercontinental Championship e il WWF World Tag Team Championship (con Bull Buchanan).

## Carriera

### World Wrestling Federation (1991–1993)

#### Papa Shango
Dopo aver combattuto per un breve periodo in Giappone e in altre federazioni minori appartenenti al circuito indipendente, Wright fu assunto dalla World Wrestling Federation (WWF) dietro suggerimento del suo amico The Undertaker. Lottò brevemente con il nome di Sir Charles, un gioco di parole tra il suo vero nome e il soprannome del giocatore di basket NBA Charles Barkley. Questo personaggio venne subito accantonato in favore della gimmick di Papa Shango, il malvagio maestro del vudù (ispirato alla figura di Baron Samedi). Il personaggio debuttò l'8 febbraio 1992 durante una puntata di Superstars of Wrestling, sconfiggendo il jobber Dale Wolfe. La gimmick di Wright prevedeva l'entrata in scena di Papa Shango con un teschio in mano in un tripudio di fumo e di effetti di luce, seguiti da strani rintocchi del gong, e dalla lettura di misteriose "pergamene magiche" i cui incantesimi atterrivano gli avversari talvolta facendoli anche vomitare. Papa Shango venne immediatamente posizionato nel feud tra Hulk Hogan e Sid Justice interferendo nel match che i due avevano a WrestleMania VIII. Quando Ultimate Warrior irruppe dal backstage salvando Hogan dall'attacco congiunto di Justice e Shango, si profilò all'orizzonte un feud tra Warrior e Papa Shango. La rivalità tra i due comprese numerosi "siparietti" irreali che vennero molto criticati dalla stampa specializzata dell'epoca per la poca credibilità, come quando Papa Shango provocò forti spasmi addominali a Warrior grazie ai suoi "poteri magici" o quando, durante un'intervista, dalla fronte di Warrior iniziò a colare un copioso liquido nero (presumibilmente conseguenza di uno degli incantesimi di magia nera di Shango). Concluso il feud con Warrior, nell'ottobre 1992 Papa Shango ebbe un'opportunità per conquistare il WWF Champion di Bret Hart a Saturday Night's Main Event XXXI, che tuttavia fallì. L'ultima apparizione di Wright come Papa Shango ebbe luogo a Royal Rumble 1993, dove partecipò al consueto Royal Rumble Match venendo eliminato dopo circa 30 secondi. Successivamente si prese un periodo di pausa per permettere agli autori del team creativo di studiare meglio un modo per rendere il suo personaggio più credibile.

### United States Wrestling Association (1993–1994)
Nello stesso periodo nel quale combatteva come Papa Shango in WWF, Wright iniziò a comparire anche nell'USWA. Ciò era dovuto ad un particolare accordo di collaborazione che le due federazioni avevano all'epoca stipulato. In USWA Papa Shango vinse il titolo Unified World Heavyweight Champion per la seconda volta in carriera (aveva già vinto la cintura nel 1989 con l'identità di "The Soultaker").

### Ritorno alla WWF (1994–1996)

#### Million Dollar Corporation e Kama

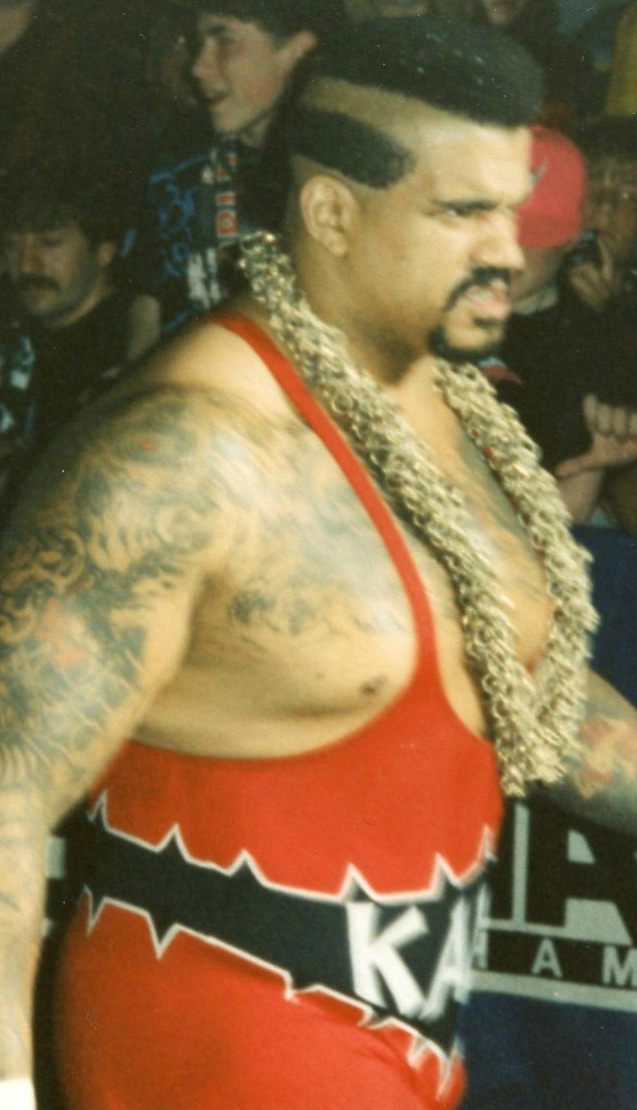
Nel 1994, Wright torna in WWF con la nuova gimmick di Kama

Durante l'autunno del 1994, girava voce che il personaggio di Papa Shango avrebbe dovuto essere coinvolto in una storyline riguardante Bob Backlund, il quale sarebbe diventato un heel per effetto degli incantesimi voodoo di Shango. La storyline non ebbe mai luogo, in quanto ritenuta troppo poco credibile. Wright tornerà a lottare in WWF nel 1994 con l'identità di Kama "The Supreme Fighting Machine", affiliato alla stable Million Dollar Corporation di Ted DiBiase. In seguito iniziò un feud con The Undertaker, durante il quale rubò anche l'urna funeraria da cui Undertaker traeva i propri poteri per fonderla e farci una collana. Dopo un'apparizione all'annuale Royal Rumble del '96, Wright lasciò nuovamente la compagnia.

### Secondo ritorno alla WWF/E

#### Nation of Domination e The Godfather (1997–1999)

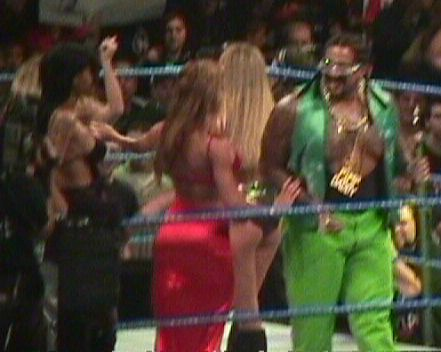
Godfather danza sul ring con le sue "Ho's" nel 1999.

A Wright fu chiesto di ritornare in WWF nel 1997, originariamente con l'intenzione di fargli riesumare la gimmick di Papa Shango, ma il piano non venne mai portato a termine poiché all'epoca era già presente un personaggio "soprannaturale" nella federazione, Kane, e due sembravano troppi. Invece tornò come "Kama Mustafa" membro della stable di afroamericani chiamata Nation of Domination, e poco dopo assunse la nuova identità di Godfather.
La nuova gimmick di "Godfather" consisteva in quella di una specie di "pappone" che arrivava sul ring attorniato dalle ragazze che "lavoravano" per lui, chiamate le "Ho's". Spesso offriva gratuitamente i servigi delle sue donne se l'avversario avesse acconsentito a farsi battere. Vinse il titolo Intercontinentale nell'aprile 1999 sconfiggendo Goldust. Era in programma che perdesse la cintura in favore di Owen Hart al ppv Over the Edge 1999 ma Hart morì prima dell'inizio del match a causa di un incidente durante la sua entrata in scena dall'alto che lo fece precipitare rovinosamente sul ring.

#### Right to Censor (2000-2002)

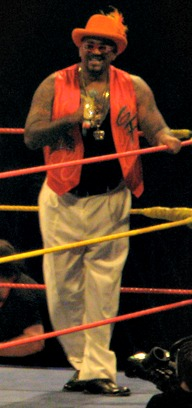
The Godfather durante il tour Hulkamania: Let The Battle Begin del 2009

In seguito il suo personaggio di protettore di prostitute fu censurato a causa delle proteste delle associazioni sulla tutela dei minori, cambiò il nome in "Goodfather"" e si trasformò in uno specialista del combattimento in coppia, formando vari tag team con Val Venis, Mark Henry, D'Lo Brown, e Bull Buchanan (insieme al quale vinse anche il titolo mondiale di coppia).
Wright uscì dalla WWE nel dicembre 2002 e si ritirò dal wrestling.

#### Royal Rumble (2013)
Partecipa alla Royal Rumble con il numero 17, dove viene subito eliminato da Dolph Ziggler.

### Hulkmania: Let The Battle Begin (2009)
Nel novembre 2009 Wright tornò sporadicamente a combattere come The Godfather in occasione della tournée Hulkamania: Let The Battle Begin svoltasi in Australia.

### Federazioni Indipendenti (2013-2014)
Nel settembre 2013, Wright riprese a lottare nelle indies. Nella primavera del 2014, Wright fa due apparizioni alla Preston City Wrestling, in Inghilterra, dove affronta, entrambe le notti la star locale, Bubblegum. Il primo ottobre 2014 a ECCW Halloween Hell, Wright in coppia con il suo vecchio compagno, Val Venis, affronta gli allora ECCW Tag Team Champions Jordie Taylor e Daniel Adonis e il team di Ladies Choice ed Eric Locker in un three way elimination tag team match, ma senza successo.

### WWE Swerved (2016)
Nel giugno 2016, Wright apparve nelle vesti di Papa Shango durante un episodio della seconda stagione di WWE Swerved su WWE Network insieme a The Boogeyman. I due facevano scherzi alle persone dentro un centro commerciale.

## Personaggio
Mosse finali
- The Godfather
  - Pimp Drop (Death Valley Driver)
- Kama/Kama Mustafa
  - Death Valley Driver – 1997–1998
  - STF[10] – 1995
  - Spinning side slam[11] – 1997
- Papa Shango
  - Inverted shoulderbreaker
  - Voodoo Driver (Slingshot suplex)

### Manager
- Ted DiBiase

### Soprannomi
- "The Sultan of Voodoo" - come Papa Shango
- "The Master of Voodoo" - come Papa Shango
- "The Supreme Fighting Machine" - come Kama

## Titoli e riconoscimenti
Pro Wrestling Illustrated
- 194º tra i 500 migliori wrestler singoli nella PWI 500 (1991)
- 69º tra i 500 migliori wrestler singoli nella PWI 500 (1992)

United States Wrestling Association
- USWA Unified World Heavyweight Championship (2)

World Wrestling Federation/Entertainment
- WWF Intercontinental Championship (1)
- WWF Tag Team Championship (1 – con Bull Buchanan)
- WWE Hall of Fame (classe del 2016)[12]